# Симфония № 9 (Бетховен)
Симфо́ния № 9 Ре минор, Op. 125 — последняя симфония Людвига ван Бетховена (1824). Она включает в себя часть Ode an die Freude («Оды к радости»), поэмы Фридриха Шиллера, текст которой исполняется солистами и хором в последней части. Это первый образец, когда крупнейший композитор использовал в симфонии человеческий голос в одном ряду с инструментами.
Впервые симфония была опубликована под названием Sinfonie mit Schlusschor über Schillers Ode «An die Freude» für großes Orchester, 4 Solo und 4 Chorstimmen componiert und seiner Majestät dem König von Preußen Friedrich Wilhelm III in tiefster Ehrfurcht zugeeignet von Ludwig van Beethoven, 125tes Werk (с нем. — «Симфония с заключительным хором на текст оды „К Радости“ Шиллера для большого оркестра, четырёх солистов и четырёхголосного хора, сочинённая и Его Величеству королю Пруссии Фридриху Вильгельму III с глубочайшим благоговением посвящённая Людвигом ван Бетховеном, сочинение 125»). В дальнейшем в основном известна как Симфония № 9 Ре минор, Op. 125. Симфонию часто называют «Хоральной» или «с хором».
Четвёртая часть симфонии — «Ода к радости» — используется (в аранжировке Герберта фон Караяна) как Гимн Евросоюза. С 2003 года рукопись симфонии включена в список объектов всемирного документального наследия «Память мира».

## История создания и первое исполнение
Симфония возникла как синтез двух произведений, изначально задумывавшихся автором отдельно — собственно симфонии с хоровым финалом и полностью инструментальной работы в тональности ре минор. Над фрагментами обоих Бетховен работал более десятка лет. Главной теме интонационно близка уже музыка вступления ко 2-й симфонии. Лишь в 1822 году эти планы соединились в идею общего произведения. Решение ввести в финал «Оду к радости» Фридриха Шиллера (которую Бетховен мечтал инструментовать ещё с 1790-х годов в период учёбы у Йозефа Гайдна) было принято в 1823 году, но даже после премьеры, по воспоминаниям друзей, композитор рассматривал возможность сделать 4-ю часть полностью инструментальной, отказавшись от вокальной составляющей.
Заказ на симфонию поступил от Лондонского филармонического общества в тяжёлый период в жизни Бетховена, связанный как с нехваткой средств, так и с разочарованием в племяннике Карле, на которого он раньше возлагал большие надежды. Создание симфонии началось в 1822 году, через 10 лет после окончания работы Бетховена над предыдущими симфониями, а завершилось в 1824 году. Её премьера состоялась 7 мая 1824 года в венском Кернтнертортеатре. Наряду с ней публике в рамках концерта были представлены также части «Торжественной мессы» (Kyrie, Credo и Gloria) и увертюра «Освящение дома» (Op. 124). Бетховен, к этому моменту полностью оглохший, уступил дирижёрское место капельмейстеру Михаэлю Умплауфу, а сам лишь задавал знаками темп каждой части, стоя у рампы. Хотя сложное произведение из-за недостатка времени было разучено музыкантами плохо, у публики оно вызвало восторг: по его завершении овация продолжалась так долго, что её пришлось останавливать полиции, многие слушатели плакали. Композитор из-за глухоты не слышал аплодисментов, и один из оркестрантов развернул его лицом к залу, чтобы он мог хотя бы видеть реакцию слушателей.

## Состав оркестра
Симфонию № 9 отличают не только огромная продолжительность, но и необычайная для своего времени техническая сложность. Бесклапанные медные духовые инструменты эпохи Бетховена не были приспособлены для исполнения некоторых пассажей, что в особенности проявилось в сольных партиях рожковых инструментов. По выражению одного из исследователей творчества Бетховена, «в этой симфонии технические характеристики инструментов трепещут перед мощью замысла и эмоционального накала, с которым глухой композитор стремится преодолеть физические пределы и возможности певцов и музыкантов».
Деревянные духовые
Флейта пикколо (только в четвёртой части)
2 флейты
2 гобоя
2 кларнета (B)
2 фагота
Контрафагот (только в четвёртой части)
Медные духовые
4 валторны (D, B-basso, B, Es)
2 трубы (D, B)
3 тромбона
Ударные
Литавры
Треугольник
Тарелки
Большой барабан
Струнные
I и II скрипки
Альты
Виолончели
Контрабасы
Вокальные партии
Сопрано (соло)
Контральто (соло)
Тенор (соло)
Баритон (соло)
Смешанный хор

## Форма
Симфония № 9 состоит из четырёх частей:
1. Allegro ma non troppo, un poco maestoso
2. Molto vivace
3. Adagio molto e cantabile
4. Presto (с хором)

Тематически симфония № 9 олицетворяет постепенное движение от мрака к свету. Чтобы сделать его максимально последовательным, Бетховен отошёл от канонов построения симфонического цикла, поменяв местами быструю и медленную части в середине.

### Allegro ma non troppo, un poco maestoso
Монументальная 1-я часть симфонии, аллегро, написана в сонатной форме. А. Н. Серов в 1868 году писал: 
Все ужасы войны — подкладка для этой первой части… это вместе — глубочайшее философское воплощение в звуках тёмных страниц истории человечества, страниц вечной борьбы, вечных сомнений, вечного уныния, вечной печали, среди которых радость, счастье мелькают мимолётным, как молния, проблеском.
Драматическая главная тема рождается постепенно, выкристаллизовывается из неоформленных разрозненных звуков оркестра («музыкальной плазмы»). Оборванные глухие мотивы струнных оформляются в суровую тему, в основе которой лежит нисходящее минорное трезвучие и которую в унисон исполняет весь оркестр с усиленной группой медных духовых инструментов (композитор впервые включил в неё 4 валторны). После первого появления основной темы она исчезает, и её «собирание» начинается вторично. В то же время у деревянных духовых впервые на короткое время появляется мотив будущей темы радости. Масштабная разработка полностью построена на компонентах главной темы, но включает её сложное мотивное и полифоническое развитие. Развитие всего аллегро опирается на три мотива — мрачную главную тему, контрастирующий с ней «мотив жалобы» и тревожный, напоминающий барабанную дробь мотив на ноте ля. Развитие, как и в «Героической» симфонии, воплощено в форме «нарастающих волн», и трагические образы постепенно выходят на первый план. На самом «гребне» разработки начинается реприза, где главная тема впервые звучит в мажоре. Хотя минорная тональность быстро возвращается, светлые тона занимают в репризе больше места, чем в экспозиции. Во второй разработке — развёрнутой коде — на фоне повторяющейся нисходящей хроматической гаммы звучит траурный марш (американский композитор и музыковед Ян Суоффорд высказывает гипотезу, что в 1-й части 9-й симфонии Бетховен хоронит свои старые героические идеалы), однако завершается он новым появлением основной — героической — темы.
В этой части Бетховен неоднократно выступает как новатор. Необычны для классической симфонии расположенные через терцию музыкальные центры ре минор и си-бемоль мажор, ладовый конфликт которых затем сохранится в симфонии до самого финала, и само зарождение главной темы из музыкального хаоса в тонально неустойчивом тремоло струнных инструментов и валторны.

### Molto vivace
Полная драматизма борьба продолжается во 2-й части, скерцо необычайно больших размеров. Для достижения нужного эффекта композитору пришлось впервые придать обрамляющим разделам сонатную форму. Таким образом, каждый из них получил собственную экспозицию, разработку, репризу и коду. Основная тема в очень высоком темпе подаётся полифонически как фугато, и через всё скерцо проходит единый резкий и энергичный ритм. Побочная тема, в плясовых интонациях которой снова слышится будущая тема радости, возникает лишь на краткое время. Разработка, целиком опирающаяся на главную тему, также полифонична, она изобилует противостояниями оркестровых групп, ритмическими перебивками и паузами, уходами в далёкие тональности, важное место в ней занимают сольные партии литавр.
Трио — средний раздел сложной трёхчастной формы — резко контрастирует с напряжённой драматичностью первого раздела, представляя слушателю светлую, «прозрачную» музыку. Трио вступает без паузы, в нём резко меняются и размер, и лад. Краткая тема, близкая как будущей теме радости, так и русской плясовой (А. Н. Серов указывает на родство с «Камаринской»), многократно повторяется в разнообразных вариациях, в одной из которых даже звучит перебор гармоники. По завершении трио оркестр возвращается к теме первого раздела, хотя третий раздел, da capo, сокращён по сравнению с ним. В коде этого раздела, в самом конце, ненадолго снова возникает тема трио.

### Adagio molto e cantabile
Медленная часть — адажио — впервые в творчестве Бетховена поставлена в симфонии на третье место. В этой глубоко лиричной музыке, как пишет В. Дж. Конен, особенно ясно прослеживается бетховенский стиль последних лет жизни, затем в полной мере проявившийся в поздних квартетах автора с их полимелодичностью, «текучестью» тем и глубоким вариационным развитием. Обе темы третьей части — неторопливые, просветлённо-мажорные. Основная напевная тема (си-бемоль мажор, адажио) даётся в аккордах струнных, которым эхом вторят духовые; она повторяется три раза и развивается в форме вариаций. Вторая тема (ре минор, анданте), напоминающая своей полной экспрессии, «кружащейся» интонацией медленный лиричный вальс, повторяется дважды, во второй раз — в новой тональности и инструментовке. В коде, представляющей собою последнюю вариацию первой темы, дважды резким контрастом звучит фанфарный призыв, но его вновь сменяет плавная мелодия вариации.

### Presto
Финал симфонии структурно составляют два больших раздела — чисто инструментальный и инструментально-хоровой. Считается, что Бетховен первым из крупных композиторов ввёл в симфонию вокальные партии.
Инструментальный раздел открывается, по определению Рихарда Вагнера, «фанфарой ужаса», интонационно близкой основной теме 1-й части. Темы первых частей — аллегро, скерцо и адажио — сменяют одна другую в речитативе виолончелей и контрабасов, который их поочерёдно отвергает. Первоначально автор предполагал поручить речитатив вокалистам, и в его черновике даже появляется текст для этой темы, но в итоге речитатив исполняют струнные басы. Затем возникает новый мотив, намёками появлявшийся в предшествующих частях. В 4-й части его вводят деревянные духовые, которым речитатив впервые отвечает в мажоре. В развитии этот мотив превращается в тему радости, изначально близкую к фольклорной, но подаваемую в обобщённо-гимническом сдержанно-торжественном стиле. Тема раскрывается в череде вариаций, поднимаясь до ликующего, праздничного звука, который в кульминации вновь обрывается «фанфарой ужаса».
После этого речитативное изложение композитором поручено уже человеческим голосам, звучат написанные самим Бетховеном слова: «О братья, не надо этих звуков, дайте нам услышать более приятные, более радостные». Это служит завязкой к хоровому исполнению «Оды к радости». Этот хоровой финал сложен по структуре, сочетая черты вариаций, рондо, фуги и сонаты. В процессе вариаций тема поочерёдно приобретает формы марша, хорового гимна, народного танца и прочие. Композитор вводит также двойные вариации, где вторая тема, в тональности си-бемоль мажор, является производной от основной, но контрастирует с ней маршевым характером и тревожным настроением, напоминающим «барабанную дробь» из 1-й части. Тема радости в чистой форме возвращается на протяжении раздела трижды, создавая эффект рондо.
На общем фоне выделяется вставной эпизод, который ведут контрафагот, два фагота и большой барабан и который дирижёр Роджер Норрингтон иронически называет «пердежом». Эти инструменты вступают сразу после того, как хор и оркестр обращаются к образу Бога в одном из самых проникновенных пассажей 4-й части, и ведут свою партию в совершенно иных тональности, темпе и размере. Эта музыка, в утрированной форме развивающая «турецкие» мотивы из «Похищения из сераля» Моцарта, служит аккомпанементом к партии «пьяного солдата» в исполнении тенора, прославляющей «всепокоряющий героизм» — злой издёвке над преклонением молодого Бетховена перед образами «великих людей». Ещё один самостоятельный эпизод финала, имеющий философски-возвышенные интонации, характерен для позднего творчества Бетховена, но напоминает также и старинные церковные хоры, и музыку Генделя использованием «архаических» гармонических последовательностей и приближенным к органному звучанием оркестра. Эта тема вместе с мотивом радости в конце образует двойную фугу, становящуюся кульминацией всей оды.

## Оценки
Рихард Вагнер называл 9-ю симфонию Бетховена одним из первых образцов «универсальных произведений искусства» или «всеобъемлющей формы искусства».
Л. Н. Толстой в своём эссе «Что такое искусство?», развивая теорию о том, что «хорошее христианское искусство» должно либо передавать «высшее религиозное чувство», либо обладать «свойством соединять в одном чувстве всех людей», не находил в 9-й симфонии ни одного из этих качеств и на этом основании заключал, что она «принадлежит к дурному искусству».

## Культурное наследие
С 1972 года отрывок из прелюдии к «Оде к радости» из 4-й части симфонии № 9 является гимном Совета Европы. Дирижёру Герберту фон Караяну были заказаны три аранжировки: для фортепиано, духового и симфонического оркестров. С 1985 года эта же музыка стала уже гимном Евросоюза.
В Рождество 1989 года у Бранденбургских ворот в Берлине сборный оркестр, составленный из музыкантов Германии, США, СССР, Франции и Великобритании под управлением Леонарда Бернстайна исполнил в честь падения Берлинской стены «Оду к радости». В тексте оды слово «Freude» (с нем. — «радость») было заменено на «Freiheit» (с нем. — «свобода») и таким образом произведение превратилось в «Оду свободе».
В 2003 году авторская рукопись 9-й симфонии, хранящаяся в Берлинской государственной библиотеке, была включена ЮНЕСКО в список объектов всемирного документального наследия «Память мира».